# Kontrola skarbowa
Kontrola skarbowa – zespół instytucji prawnych, które zostały powołane w celu ochrony interesów i praw majątkowych Skarbu Państwa, zapewnienia skuteczności wykonywania zobowiązań i innych należności stanowiących dochód budżetu państwa lub też państwowych funduszy celowych oraz badania zgodności z prawem gospodarowania mieniem innych państwowych osób prawnych. Kontrola skarbowa jest rodzajem kontroli państwowej i kontroli finansowej. Zgodnie z opiniami z literatury przedmiotu jest pojęciem niedookreślonym. Może występować jako postępowanie przygotowawcze, opracowanie operacyjne, czy jako postępowanie podatkowe. Kontrola skarbowa została utworzona ustawą z dnia 28 września 1991 r. o kontroli skarbowej (Dz.U. z 2016 r. poz. 720). Od 1 marca 2017 r. połączono kontrolę skarbową z administracją podatkową i Służbą Celną w ramach struktury Krajowej Administracji Skarbowej (KAS).

## Organy kontroli skarbowej do 2017 r.
- Minister właściwy ds. finansów publicznych (obecnie Minister Finansów)

Pełnił funkcję naczelnego organu kontroli skarbowej. W jego gestii pozostawały sprawy: wnioskowania do Prezesa Rady Ministrów o powołanie lub odwołanie Generalnego Inspektora Kontroli Skarbowej, powoływania i odwoływania dyrektorów urzędów kontroli skarbowej, ujawniania na wniosek Prezesa Sądu Najwyższego danych o tajnych współpracownikach kontroli skarbowej.
- Generalny Inspektor Kontroli Skarbowej
- Dyrektorzy urzędów kontroli skarbowej

## Znaczenie kontroli skarbowej
Od chwili wprowadzenia ustawy o kontroli skarbowej zmieniały się zadania i zasady działania kontroli skarbowej. Zmieniały się kompetencje kontroli skarbowej, która wcześniej była szczególnym rodzajem kontroli podatkowej, oparta przede wszystkim na badaniu i analizie porównawczej dokumentów ze stanem faktycznym. Z czasem ustawodawca przyznawał kontroli skarbowej coraz więcej kompetencji, co doprowadziło do stworzenia bardziej nowoczesnego organu kontrolno-dochodzeniowego. Organ ten został wyposażony w uprawnienia procesowe oraz pozaprocesowe metody i środki gromadzenia informacji (wywiad skarbowy), a także w odpowiednie środki techniki operacyjnej, których ustawa wcześniej nie określała. W wyniku przeprowadzonych zmian legislacyjnych kontrola skarbowa w obecnym kształcie realizuje już nie tylko funkcję kontrolną, ale też orzeczniczą, dochodzeniową i śledczą.

## Forma kontroli skarbowej
Co do zasady kontrola skarbowa powinna odbywać się w siedzibie danego przedsiębiorcy. Na jej potrzeby, właściciel firmy ma obowiązek wydzielić i udostępnić zamykane pomieszczenie, przeznaczone jedynie do pracy kontrolerów. Dopuszczalne jest również podjęcie kontroli przez obsługujące firmę biuro rachunkowe, które może skierować ją do swojej siedziby.